# Lamproderma
Lamproderma ist eine Gattung der Schleimpilze (Myxomyceten) aus der Ordnung Stemonitida. Der größere Teil der Arten erscheint ausschließlich während der Schneeschmelze (nivicol). Die Typusart ist Lamproderma columbinum.

## Merkmale
Die Fruktifikationen sind meist gestielte oder sitzende Sporokarpe; selten werden Plasmodiokarpe gebildet. Die Sporenkapseln (Sporokarpien) sind kugelig, breit ei- bis birnenförmig, seltener kurzzylindrisch. Deren Hülle (Peridie) ist dünn und häutig. An älteren Fruktifikationen bleibt sie meist lange bestehen. Anschließend löst sie sich in winzige Teile auf, die am Capillitium anhaften. Am Stiel bildet die Hülle dann fast immer einen kragenförmigen Rest. Die Oberfläche ist meist metallisch glänzend oder irisierend. Mitunter finden sich nadelförmige Kristalle.
Der oft glänzende Stiel ist schwarz oder bei Lamproderma verrucosum blass orangebraun gefärbt. Er besteht aus ineinander verflochtenen Fasern. Im durchscheinenden Licht erscheint er undurchsichtig schwarz oder dunkel rotbraun. Die Fortsetzung des Stiels (Columella) durchzieht die Sporenkapsel zu einem bis zwei Drittel. Sie ist zylindrisch und besitzt eine abgerundete Spitze oder ist keulenförmig ausgebildet. Seltener ist sie verjüngt oder verzweigt. Die häutige Unterlage (Hypothallus) umgibt die Stielbasis scheibenförmig ober fließt mit denen der benachbarten Fruktifikationen zusammen. Er ist hell bis dunkel rotbraun oder schwarz gefärbt und glänzt meist ebenfalls.
Das Capillitium geht vorwiegend von der Spitze der Columella aus. Es ist steif, seltener wellig gebogen oder sich elastisch ausdehnend. Die Verzweigungen sind oft spitzwinklig und nehmen zum Rand hin zu, wobei die Fasern dünner werden. Durch Querverbindungen entsteht ein dichtes, seltener offenes inneres Netz; ein Oberflächennetz (Netzstruktur direkt unter der Peridie) fehlt. Das Capillitium ist braun bis schwarzbraun, selten hellbraun bis farblos. Zur Peridie hin wird es meist hell bis farblos. Die Enden laufen meist frei aus oder sind trichterig erweitert und mit der Peridie verbunden.
Die Sporen erscheinen in Masse dunkelbraun bis schwarz; bei Lamproderma fuscatum rostbraun. Sie besitzen eine deutliche Oberflächenstruktur.

## Gattungsabgrenzung
Die Arten lassen sich der Gattung Lamproderma meist recht gut zuordnen. Kennzeichnend sind die beständige Peridie, die kräftig ausgebildete Columella, die meist abrupt im Zentrum der Sporenkapseln (Sporokarpien) endet, das überwiegend vom oberen Teil der Columella ausgehende oft strahlenförmig verlaufende Capillitium sowie eine oft charakteristische Zeichnung auf der Oberfläche der Sporen. Es gibt einige Ausnahmen, die jedoch nur in einem Merkmal von diesen Eigenschaften abweichen. Auch finden sich unter den Arten Formen mit abweichenden Capillitien oder Sporen.

## Ökologie
Die Arten wachsen überwiegend nivicol im Frühling und Frühsommer in Höhenlagen ab mehreren hundert Metern über dem Meeresspiegel. Sie erscheinen direkt nach der Schneeschmelze oder auf Stängeln und Zweigen, die aus dem Schnee ragen. Zum anderen treten sie außerhalb dieser Zeit im Herbst und Spätherbst auf. Sie wachsen dann oft auf moosigen Felsen in schattigen, dauerfeuchten Lagen.

## Arten
Weltweit werden etwa 50 Arten angegeben. Für Mitteleuropa sind über 25 Arten nachgewiesen:
- Lamproderma acanthosporum
- Lamproderma arcyrioides
- Lamproderma arcyrionema
- Lamproderma atrosporum
- Lamproderma cacographicum
- Lamproderma carestiae-ovoideum
- Lamproderma columbinum
- Lamproderma cribrarioides
- Lamproderma cristatum
- Lamproderma cucumer
- Lamproderma disseminatum
- Lamproderma echinosporum
- Lamproderma echinulatum
- Lamproderma fuscatum
- Lamproderma granulosum
- Lamproderma gulielmae
- Lamproderma hieroglyphicum
- Lamproderma laxum
- Lamproderma maculatum
- Lamproderma mucronatum
- Lamproderma nigricapillitium
- Lamproderma pseudomaculatum
- Lamproderma pulchellum
- Lamproderma pulveratum
- Lamproderma puncticulatum
- Lamproderma sauteri
- Lamproderma scintillans
- Lamproderma spinulosporum
- Lamproderma splendens